# Mariä Himmelfahrt (Hallgarten)

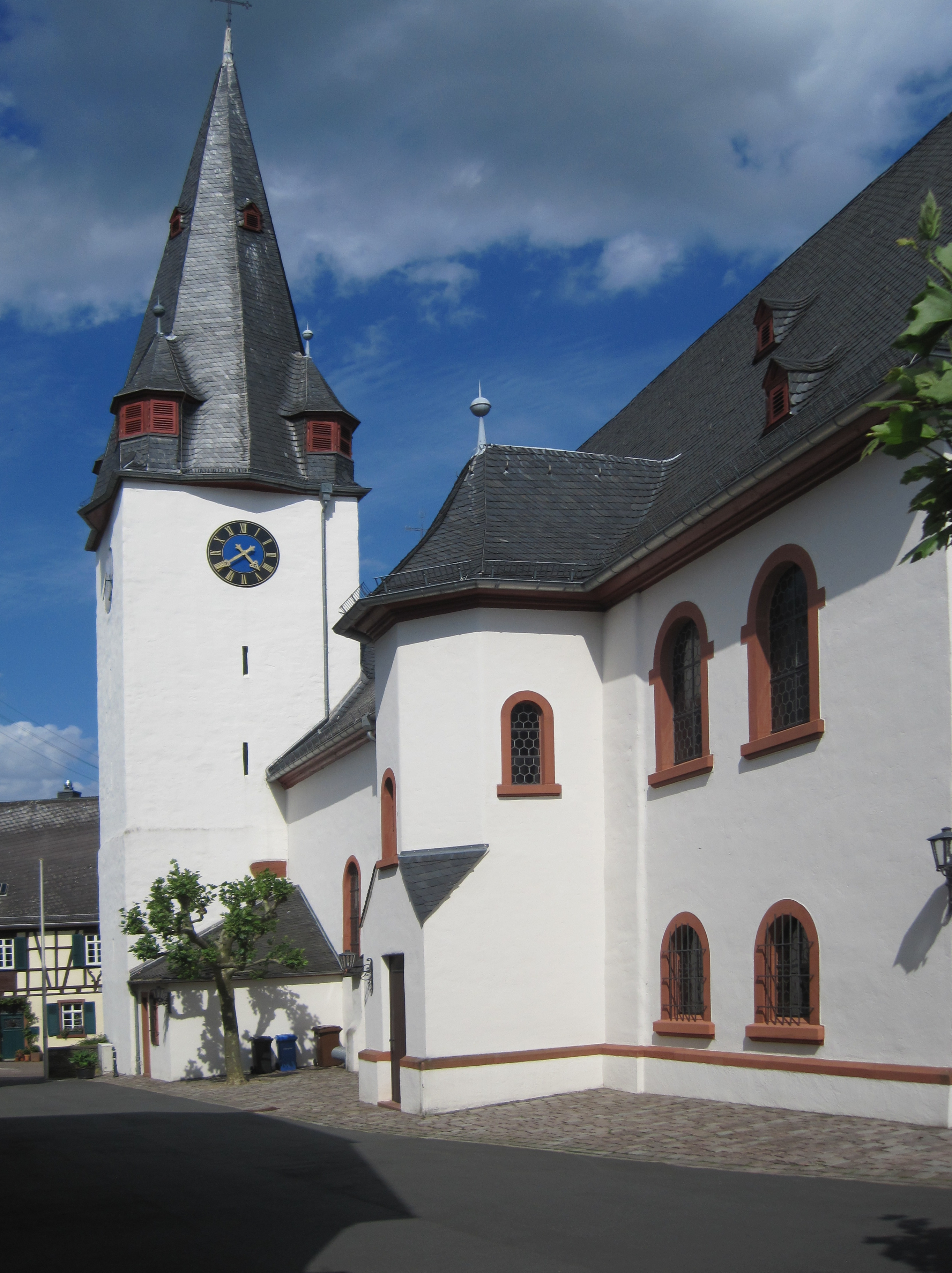
Mariä Himmelfahrt in Hallgarten

Die Kirche Mariä Himmelfahrt ist eine im 12. Jahrhundert entstandene katholische, ehemalige Pfarrkirche in Hallgarten im Rheingau. 1345 wurde erstmals das Patrozinium Mariä Himmelfahrt erwähnt. Die Kirche ist heute eine Filialkirche der Pfarrei St. Peter und Paul Rheingau, einer Pfarrei neuen Typs im Bistum Limburg. Seit 2015 ist St. Peter und Paul in Eltville auch Pfarrkirche von Hallgarten.

## Geschichte
Im 12. Jahrhundert entstand in Hallgarten ein romanischer Vorgängerbau der heutigen Kirche, von dem sich der quadratische Turm sowie die nördliche Langhauswand erhalten haben. Die Sakramentsnische sowie der kreuzrippengewölbte gotische Chor mit 5/8-Schluss mit Maßwerkfenstern stammen aus dem 14. Jahrhundert. Zu dieser Zeit bekam auch der Turm seine gotische Turmhaube.
1733 wurde das Langhaus nach Süden hin zu einer barocken Saalkirche mit Spiegelgewölbe erweitert, 1895 erfolgte eine Verlängerung der Kirche nach Westen. Dabei wurde 1/3 des Innenraumes mit einer neugotischen Empore aus Gusseisen überspannt. Eine neue Sakristei sowie ein Windfang wurden 1962 ergänzt. Die Glasmalereien der drei Chorfenster wurden im selben Jahr nach einem Entwurf von G. Stein aus Mainz gefertigt.

## Ausstattung

Hallgartener Madonna

### „Hallgartener Madonna“
Um 1415 entstand die Figur der Hallgartener Madonna, wegen eines Weinkrügleins (mundartlich „Scherbe“) in ihrer rechten Hand auch als „Madonna mit der Scherbe“ bezeichnet. Verehrt als Schutzheilige der Weinschröter, die möglicherweise auch die Stifter der Figur waren, wird sie gerne „Schrötermuttergottes“ genannt. Sie wird aber auch als „Schöne Hallgartenerin“ bezeichnet.
Die mit Rebenlaub bekrönte Madonna trägt auf ihrem linken Arm das Jesuskind mit Traube und Weinblatt. Sie ruht auf einer nach oben gewölbten Mondsichel mit menschlichem Antlitz. Unter ihrem weitgeöffneten Mantel treten die fließenden Falten ihres gegürteten Gewandes hervor. Krone und Traube sowie die rechte Hand mit dem Krüglein wurden nachträglich ergänzt. Die zarte Tonplastik zählt am Mittelrhein zu den bedeutendsten Schöpfungen des Weichen Stils, dessen Madonnenfiguren als „Schöne Madonnen“ in die Kunstgeschichte eingegangen sind. Der Barockrahmen, der die Madonna heute umgibt, stammt aus dem Anfang des 18. Jahrhunderts.
Eine aus demselben Model wie die Hallgartener Madonna entstandene Figur ist heute im Pariser Louvre zu finden. Sie wurde lange Zeit fälschlicherweise als „Belle Alsacienne – Schöne Elsässerin“ bezeichnet, bis 1908 der Kunsthistoriker Wilhelm Vöge das Kloster Eberbach als ihren wahren Herkunftsort ausgemacht hat. Von dort wurde sie im 17. Jahrhundert während der Raubkriege Ludwigs XIV. nach Paris gebracht.
Auch die wohl 1945 in einem Bunker des Berliner Kaiser-Friedrich-Museums zerstörte „Schöne Dromersheimerin“ (entstanden um  1420) sowie die Figuren der Hl. Barbara und Hl. Katharina in der Basilika St. Martin in Bingen entstammen derselben mittelrheinischen Werkstatt.
Die Frankfurter Leonhardskirche ist im Besitz einer Kopie der Hallgartener Madonna aus dem Ende des 19. Jahrhunderts.
Nachbildungen der Hallgartener Madonna aus der Werkstatt des Bildhauers Adam Winter aus Mainz-Kastel, befinden sich auch in der Pfarrkirche St. Laurentius, dem sog. „Spessartdom“, in Sommerau und in der Pfarrkirche St. Josef in Neu-Isenburg. Eine weitere Kopie Winters ist im Museum Brömserburg in Rüdesheim am Rhein zu finden. Winter bezeichnete diese Arbeiten als „Nachbildung“. Die Form nahm er 1927 vom Original. In der Abguss-Sammlung der Kunstgeschichte der Johannes Gutenberg-Universität befindet sich die „VI. Ausformung“, die im August 1928 entstand.

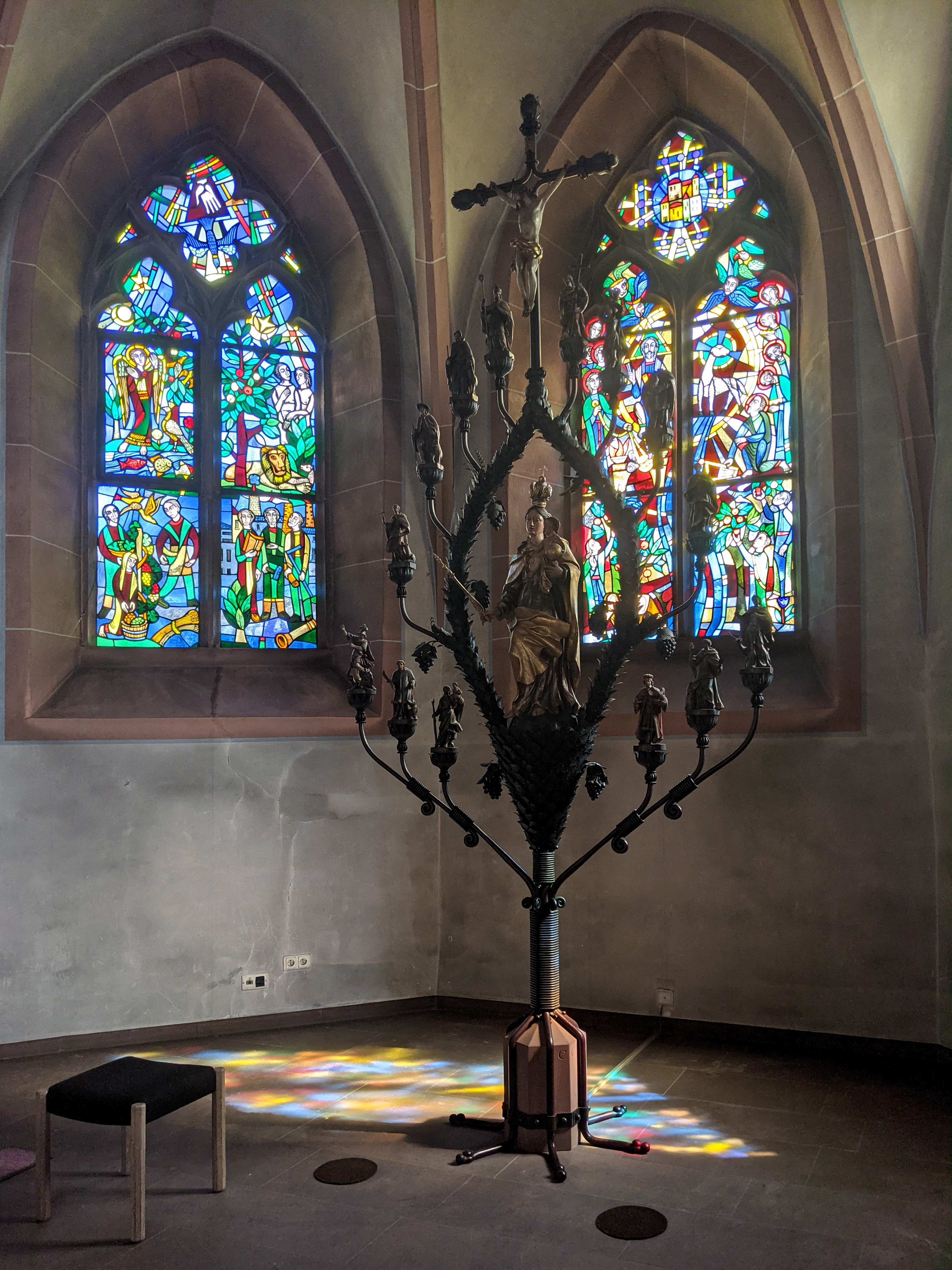
Muttergottes mit den Vierzehn Nothelfern

### Weitere Ausstattung
- Taufstein aus schwarzem Marmor mit geschnitztem Holzdeckel, bezeichnet 1688
- Chorgestühl aus Eichenholz von 1725 (signiert 1726), Beichtstuhl an der Südwand sowie das Herrengestühl unter der Empore, alle geschaffen von Martin Hell (Martinus Höll).
- Opferstock aus Holz mit der Jahreszahl 1525 mit Hallgartener Wappen
- Muttergottes mit holzgeschnitzter Gruppe der 14 Nothelfer. Größter Teil der Gruppe von 1718, signiert von Martin Biterich. Zwei Figuren (Hl. Ägidius und Hl. Rochus) wurden neu hergestellt. Das abschließende Kruzifix stammt von 1700.
- auf dem Kirchhof Reste einer Kreuzigungsgruppe aus Tuffstein aus dem frühen 16. Jahrhundert. Die drei verbliebenen Figuren stammen aus dem Umfeld des Mainzer Bildhauers Hans Backoffen.

## Glocken
Im Kirchturm hängt ein fünfstimmiges Glockengeläut.
| Glocke | Name                                    | Gussjahr   | Gewicht | Schlagton | Inschrift |
| ------ | --------------------------------------- | ---------- | ------- | --------- | --- |
| 1      | Große Gemeindeglocke, auch: Totenglocke | 14. Jahrh. | 2200 kg | es′       | MARIA HEISSEN ICH – DEN BURGERN VON HALLGARTEN BIN ICH – PETER VON MENZE GOS MICH |
| 2      | Wächterglocke                           | 1517/1951  | 910 kg  | g′        | 1517 GEGOSSEN ZU FRANKFURT AM MAIN – 1942 ZOG MAN MICH ZUM KRIEGE EIN – 1943 VON BOMBEN SCHWER ZERSCHOSSEN – 1951 VON GEBRÜDER RINKER NEU GEGOSSEN                                                           |
| 3      | Schröterglocke                          | 1415       | 660 kg  | b′        | MEISTER JOHANN VON MENZE DER GOSS MICH |
| 4      | Marienglocke                            | 1951       | 381 kg  | c″        | AVE GLOCKE – MEINE KLÄNGE SEND ICH HIN – ZU DER HIMMELSKÖNIGIN, 1951 |
| 5      | Benediktglocke                          | 2007       | 287 kg  | es″       | BENEDIKT HEISS ICH – DIE WAHRHEIT VERKÜND ICH – ZUR EHRE GOTTES LÄUT ICH – HABEMUS PAPAM BENEDIKT XVI – DER FREUNDESKREIS MARIAE HIMMELFAHRT HALLGARTEN / RHG GAB MICH – RINCKER IN SINN GOSS MICH – AD 2007 |